# Стшемпінь
Стшемпінь (пол. Strzępiń) — село в Польщі, у гміні Ґраново Ґродзиського повіту Великопольського воєводства.
Населення — 180 осіб (2011).
У 1975-1998 роках село належало до Познанського воєводства.

## Демографія
Демографічна структура станом на 31 березня 2011 року:
|          | Загалом | Допрацездатний вік | Працездатний вік | Постпрацездатний вік |
| -------- | ------- | ------------------ | ---------------- | -------------------- |
| Чоловіки | 86      | 24                 | 55               | 7                    |
| Жінки    | 94      | 20                 | 59               | 15                   |
| Разом    | 180     | 44                 | 114              | 22                   |